# Юнусово (Кигинский район)
Юнусово (баш. Юныс) — деревня в Кигинском районе Республики Башкортостан Российской Федерации. Входит в состав Верхнекигинского сельсовета.

## География

### Географическое положение
Расстояние до:
- районного центра (Верхние Киги): 6 км,
- центра сельсовета (Верхние Киги): 6 км,
- ближайшей ж/д станции (Сулея): 49 км.

## Население
| 2002 | 2009 | 2010 |
| ---- | ---- | ---- |
| 178  | ↘172 | ↘161 |

Национальный состав
Согласно переписи 2002 года, преобладающая национальность — башкиры (82 %).